# Баринов, Фёдор Герасимович
Фёдор Гера́симович Ба́ринов (1864 — ?) — крестьянин, депутат Государственной думы I созыва от Владимирской губернии.

## Биография
Крестьянин села Хребтово Переславского уезда Владимирской губернии. Получил начальное образование. До избрания в Думу 6 лет состоял волостным старшиной. Пользовался уважением среди крестьян своей волости. Земледелец среднего достатка.
26 марта 1906 избран в Государственную думу I созыва от съезда уполномоченных от волостей. Крестьянские выборы продолжались с полудня до 7 часов вечера. Сошлись на крестьянине, который упорно отказывался от баллотировок, указывая, что есть более достойные. Как писала газета «Клязьма»: «Скромность его была признана за указание свыше. И почти никому не известный крестьянин сразу же получил огромное большинство» (80 голосов из 106). Этим крестьянином был Баринов, он характеризуется как «человек на вид очень кроткий и вдумчивый», и в то же время по мнению губернатора «вполне благонадежный». Трудовики в своем издании «Работы Первой Государственной Думы» политическую позицию Баринова описывают как «Б. пр.». Это означает, что беспартийный Баринов поселился на казенной квартире Ерогина, нанятой на государственные деньги для малоимущих депутатов, специально для их обработки в проправительственном духе, и оставался там до конца работы Думы.
В сентябре 1912 г избран в выборщики на выборах в Государственную думу IV созыва. Ф. Г. Баринов, как и раньше, волостной старшина, но владимирские краеведы пишут о нём, как о «кулаке-мироеде». Занимал должность волостного судьи Переславского уезда, торговец, правый.
Фёдор Герасимович состоит в списке № 4 кандидатов в гласные Переславского уездного земства по Вишняковскому округу, избранных 26 сентября 1917 г.
Дальнейшая судьба неизвестна.